# Nzega Ndogo
Nzega Ndogo ist ein städtischer Verwaltungsbezirk (englisch Ward) des Distrikts Nzega (TC) in der tansanischen Region Tabora.

## Geografie
Nzega Ndogo ist ein Bezirk im westlichen zentralen Hochland von Tansania im Norden der Distrikthauptstadt Nzega und etwa 110 Kilometer Luftlinie nördlich der Regionshauptstadt Tabora. Bei der Volkszählung 2022 lebten 7666 Menschen in 1524 Haushalten auf einer Fläche von 47 Quadratkilometern.
Der Bezirk grenzt im Nordwesten und im Nordosten an den Distrikt Nzega (DC) und sonst an Bezirke des Distrikts Nzega (TC).
| Nata    |                                             | Lusu   |
|         | Kompassrose, die auf Nachbargemeinden zeigt |        |
| Ijanija |                                             | Uchama |

## Gliederung
Der Bezirk besteht aus zwei Gemeinden (swahili Mtaa) mit 29 Orten (Kitongoji):
| Zogolo - Zogolo A - Zogolo B - Ikigo A - Ikigo B - Kijenge - Usamuye A - Usamuye B - Ibadamabu - Sume A - Sume B - Bukingwa - Nsalala | Iyuki - Iyuki A - Iyuki B - Mwanhala - Kasela - Shabagikulu - Busulwa - Ikulu - Malilika - Papliki - Kaselya - Ndoba - Ishiki - Mwadui - Bulangale - Ukambampya - Budushi A - Budushi B |

## Infrastruktur
- Gesundheit: In der Gemeinde Zogolo befindet sich ein staatliches Gesundheitszentrum.[8]
- Verkehr: Durch den Bezirk verläuft die asphaltierte Nationalstraße T8 von Tabora nach Shinyanga.[9]